# Голанд, Юрий Маркович
Юрий Маркович Голанд (25 сентября, 1943) — ведущий научный сотрудник Института международных экономических и политических исследований РАН, член Экспертного совета Комитета Госдумы по бюджету и налогам, кандидат экономических наук. Специалист по НЭПу.

## Биография
В 1967 г. окончил физический факультет МГУ. По окончании вуза и до 1995 г. работал в Институте физических проблем АН СССР. С 1995 года сотрудник Экспертного института РСПП. Затем перешел в Институт международных экономических и политических исследований РАН.
Работал экспертом при Высшем экономическом совете Президиума Верховного совета РФ, в Комитете по бюджету и финансам Совета Федерации, в Аналитическом центре по социально-экономической политике Администрации Президента РФ, член Экспертного совета Комитета Госдумы по бюджету и налогам.

## Труды
- Голанд Ю. М. Кризисы, разрушившие НЭП. — М.: Международный НИИ проблем управления, 1991. — 98 с.
- Об ответственности реформаторов (недоступная ссылка) В книге Куда идет Россия?.. Альтернативы общественного развития / Под общ. ред. Т. И. Заславской, Л. А. Арутюнян. М.: Интерпракс, 1994.
- Законы с дырами «Ведомости», 3 октября 2002 г.
- Потерянный шанс (о привлечении иностранного капитала в Россию) // Журнал «ЭКО» N 5, С.161-182; N 6, С.160-183 2002
- Дискуссии об экономической политике в годы денежной реформы 1921—1924 (недоступная ссылка) Изд. «Экономика», 630 стр., 2006 ISBN 5-282-02632-5
- Неоконченный кризис «Эксперт» № 1 (640) С.54-59 29 декабря 2008
- Редкий кредит долетит до середины России. Можно ли сделать процентную ставку ниже уже сегодня? Российская газета, Центральный выпуск № 4880 от 2 апреля 2009 г.

## Интервью
- «Мы считаем, что сейчас власть должна, наконец, понять: надо приложить все усилия, но остановить „утечку мозгов“». Беседа с Юрием Голандом
- НЭП и его разрушение Радиостанция «Эхо Москвы»
- Видео лекция Голанда на сайте Руниверс, часть 1, часть 2, часть 3